# 马罗斯县

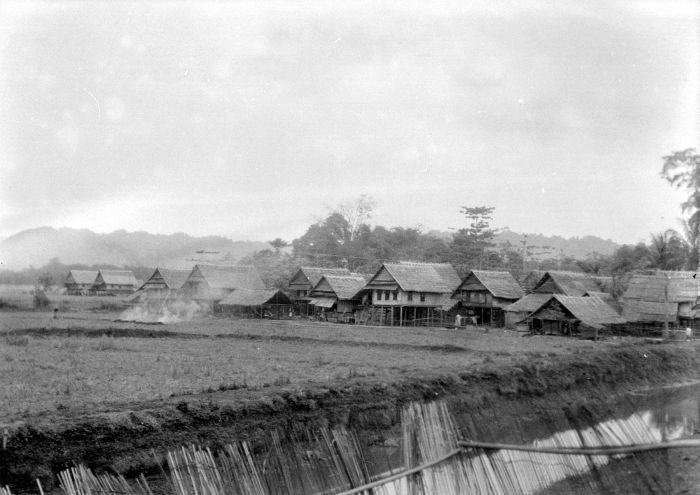
1929年的马罗斯

马罗斯县（印尼语：Kabupaten Maros）是印度尼西亚南苏拉威西省的一个县，位于南半岛西南，南靠望加锡市，几乎全县都位于官方划定的望加锡 大都市区中。县治位于马罗斯。望加锡的苏丹哈桑丁国际机场位于本县西南的曼代区（Kecamatan Mandai）。

## 行政区划
马罗斯县下分14个区（Kecamatan）：
| 区                  | 人口 2010普查 |
| ------------------- | ------------- |
| Mandai 曼代         | 35,044        |
| Moncongloe          | 16,939        |
| Maros Baru 新马罗斯 | 23,987        |
| Marusu              | 25,226        |
| Turikale 图里卡勒   | 41,319        |
| Lau                 | 24,201        |
| Bontoa              | 26,573        |
| Bantimurung         | 28,078        |
| Simbang             | 22,209        |
| Tanralili           | 24,456        |
| Tompu Bulu          | 14,104        |
| Camba               | 12,554        |
| Cenrana             | 13,593        |
| Mallawa             | 10,719        |

以上14个区除两个区（Camba和Mallawa）外，其余12个区皆位于官方规定的望加锡大都市区中。

## 岩石艺术

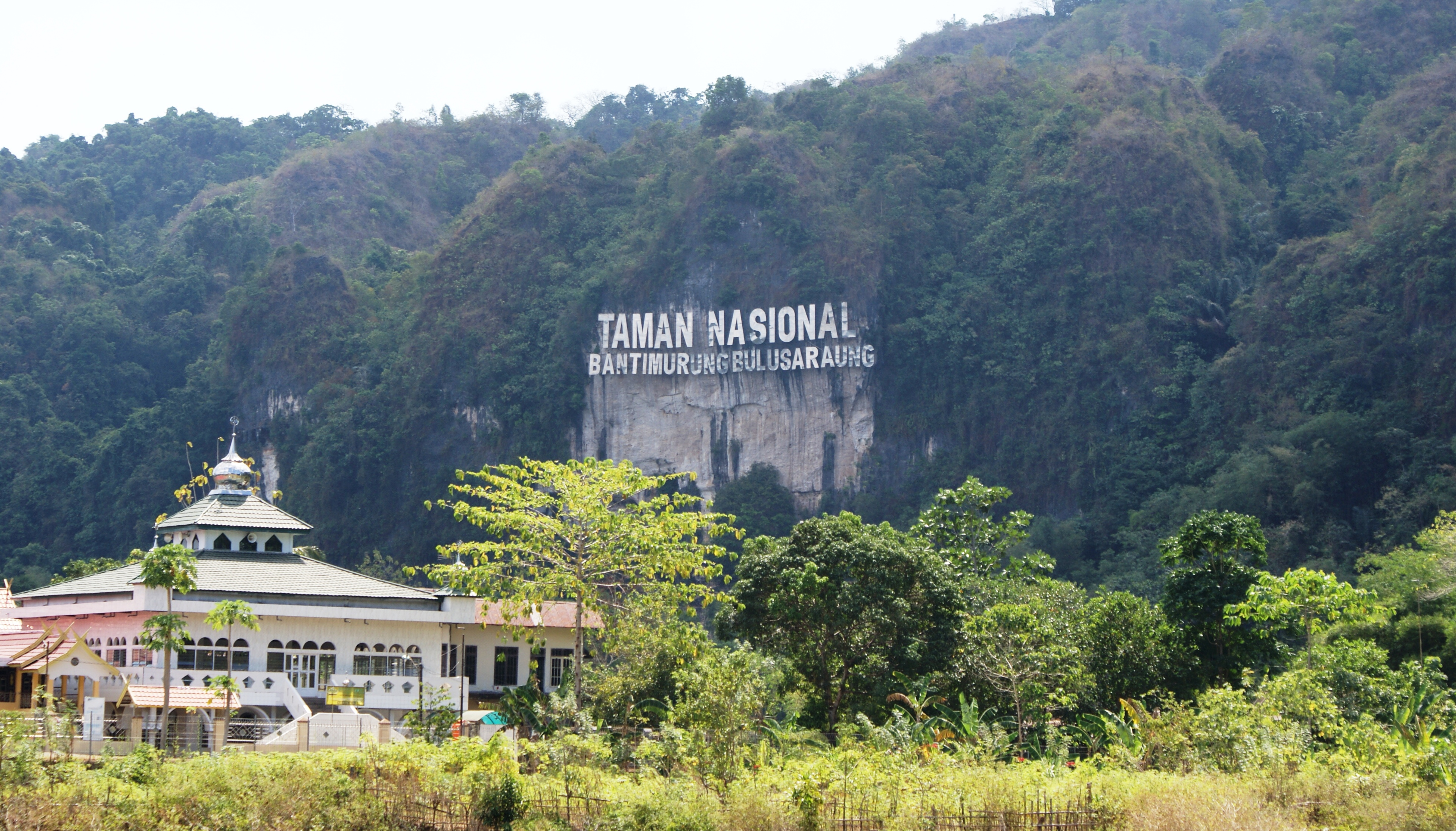
班迪穆伦-布鲁萨拉恩国家公园的喀斯特地貌

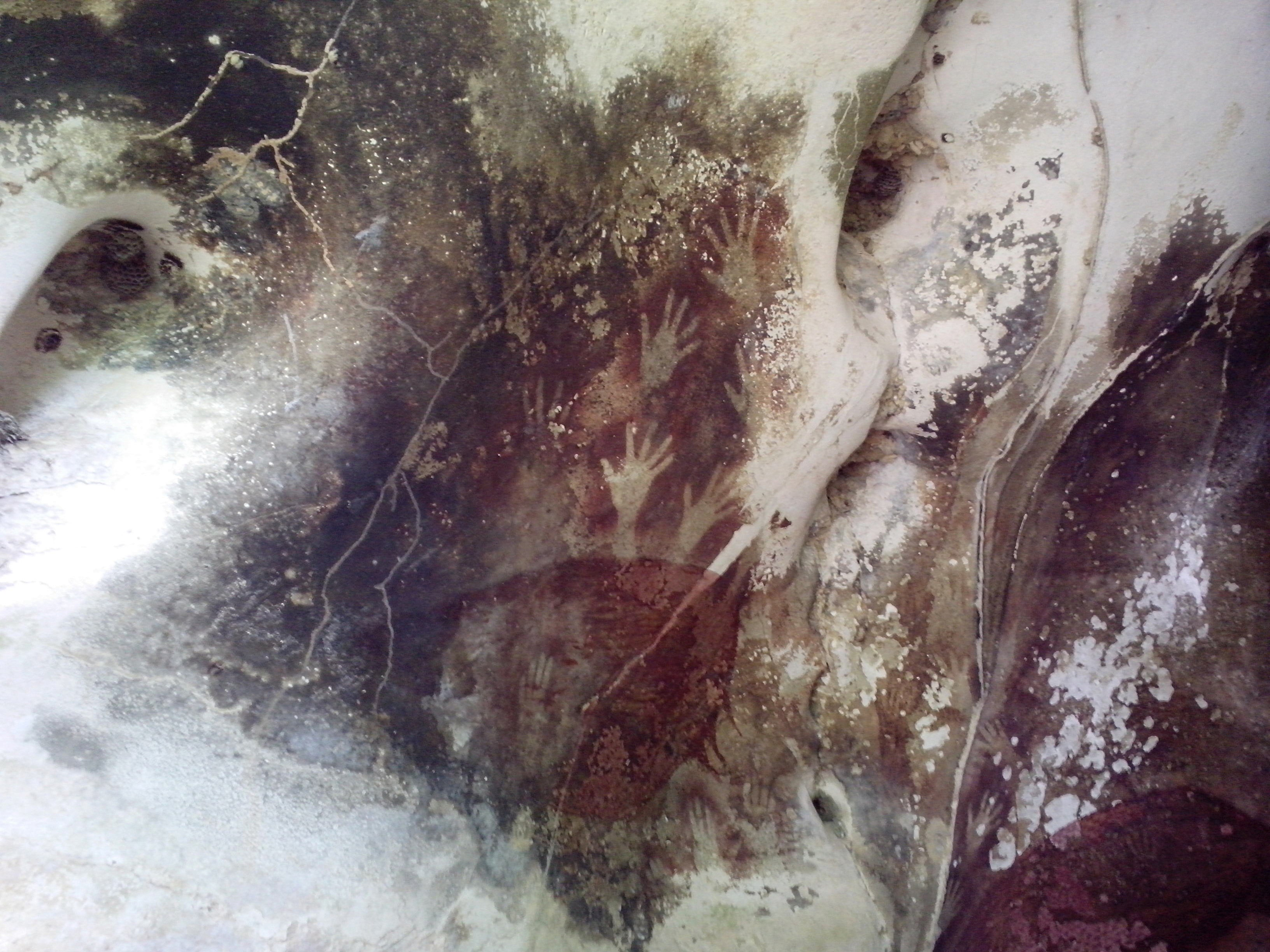
佩塔克里洞穴中史前岩画上的手印

世界第二大的喀斯特地区班迪穆伦-布鲁萨拉恩国家公园位于本县以及邻近的庞卡杰內和群岛县、波尼县等。国家公园以喀斯特地貌的洞穴以及洞穴中的史前岩画而闻名，洞中有许多红白色的手印以及动物图画。共有12幅图画分布在这一地区的7个洞穴中，这7个洞穴位于望加锡东北40–60 km。最老的手印位于Timpuseng洞，大约成型于39,000年前。这些遗迹已提交给联合国教科文组织世界遗产暂定名单，以备将来可能列入世界遗产名录中，提交的名称为“马罗斯 - 庞卡杰內和群岛史前洞穴遗迹”（Prehistoric Cave Sites in Maros-Pangkep）。
洞穴中的岩石艺术最初在20世纪50年代被荷兰考古学家H. R. van Heekeren发现，但是那时并不受重视。最近，一个澳大利亚-印尼考察队研究了这些图画，结果表明许多史前记号有超过30,000年的历史。这一结果也表明亚洲的早期居民与欧洲人同时、甚至早于欧洲人创作自己的艺术。
洞穴也是英国自然学家阿尔弗雷德·拉塞尔·华莱士所感兴趣的东西，华莱士在1854到1862年间到访了荷属东印度地区，虽然他似乎没有发现这些史前艺术品。
《科学》期刊宣布，马罗斯洞穴的早期岩画是通过口喷颜料做成手印的发现，位列2014年十大科学突破的第六位，被称为“印度尼西亚洞穴艺术”（Indonesian Cave Art）。马罗斯洞穴的岩画与欧洲大陆居民的岩画同样古老。

## 资料来源
1. ↑    (地图).  [马罗斯县基础设施地图]. 1:30,000. 2012. Kementerian PekerJaan Umum. （原始内容存档于2017-10-02） （印度尼西亚语）.
2. ↑  Biro Pusat Statistik, Jakarta, 2011.
3. ↑  . 2010-02-24. （原始内容存档于2010-04-20）.
4. ↑  . 2012-09-10. （原始内容存档于2014-03-05）.
5. ↑  . The Jakarta Globe. 2014-07-06. （原始内容存档于2018-09-12）.
6. ↑  Pruitt, Sarah. . History.   [2014-10-09]. （原始内容存档于2021-02-26）.
7. ↑  . The Jakarta Post. 2014-10-10. （原始内容存档于2017-08-05）.
8. ↑  Maros Prehistoric Cave - UNESCO World Heritage Centre （页面存档备份，存于）.  See, specifically, the listing for Prehistoric Cave Sites in Maros-Pangkep （页面存档备份，存于）
9. ↑  . Visual Arts Encyclopedia.   [2017-06-10]. （原始内容存档于2020-08-13）.
10. ↑  . Nature. 2014-10-09. （原始内容存档于2017-10-27）.
11. ↑  . The Conversation. 2014-10-09. （原始内容存档于2021-02-27）.
12. ↑  . The Guardian. 2014-10-08. （原始内容存档于2021-05-23）.
13. ↑  Khairul Anam. .   [2015-02-25]. （原始内容存档于2017-08-05）.